# (73545) 2003 OB31
(73545) 2003 OB31 – planetoida z pasa głównego asteroid okrążająca Słońce w ciągu 4,62 lat w średniej odległości 2,77 j.a. Odkryta 30 lipca 2003 roku.